# Distrikt Vilcabamba (La Convención)
Der Distrikt Vilcabamba liegt in der Provinz La Convención der Region Cusco in Südzentral-Peru. Der am 2. Januar 1857 gegründete Distrikt hat eine Fläche 2328 km². Am 19. November 2014 wurde der äußerste Südwesten als Distrikt Inkawasi ausgegliedert. Beim Zensus 2017 lebten 10.944 Einwohner im Distrikt. Die Distriktverwaltung befindet sich in Pucyura. Im Distrikt befinden sich mehrere bedeutende archäologische Fundorte aus der Inka-Zeit wie Espíritu Pampa und Vitcos.

## Geographische Lage
Der Distrikt liegt im Süden der Provinz La Convención, etwa 110 km westnordwestlich der Regionshauptstadt Cusco. Die vergletscherte Gebirgskette Cordillera Vilcabamba durchquert den Süden des Distrikts. Die Flüsse Río Vilcabamba und Río Cushireni entwässern den Hauptteil des Distrikts nach Osten bzw. nach Norden zum Río Urubamba. Im äußersten Süden und Westen verläuft der Río Apurímac.
Der Distrikt grenzt im Nordwesten und Norden an den Distrikt Echarati, im Norden an den Distrikt Santa Ana, im Süden an die Distrikte Santa Teresa, Huanipaca (Provinz Abancay) und Inkawasi sowie im Westen an die Distrikte Chungui (Provinz La Mar) und Villa Virgen.